# Florian Schmidt
Florian Schmidt (*31. července 1908 Krnov – ?) byl československý podnikatel a automobilový závodník. Závodil na vozech Amilcar (1929-1931) a Bugatti (1928, 1931–1937) jako soukromý jezdec, což si jako továrník a textilní magnát mohl dovolit. Finanční nezávislost se v jeho případě potkala s nadšením, odvahou, sportovním duchem a mimořádným talentem.

## Životopis

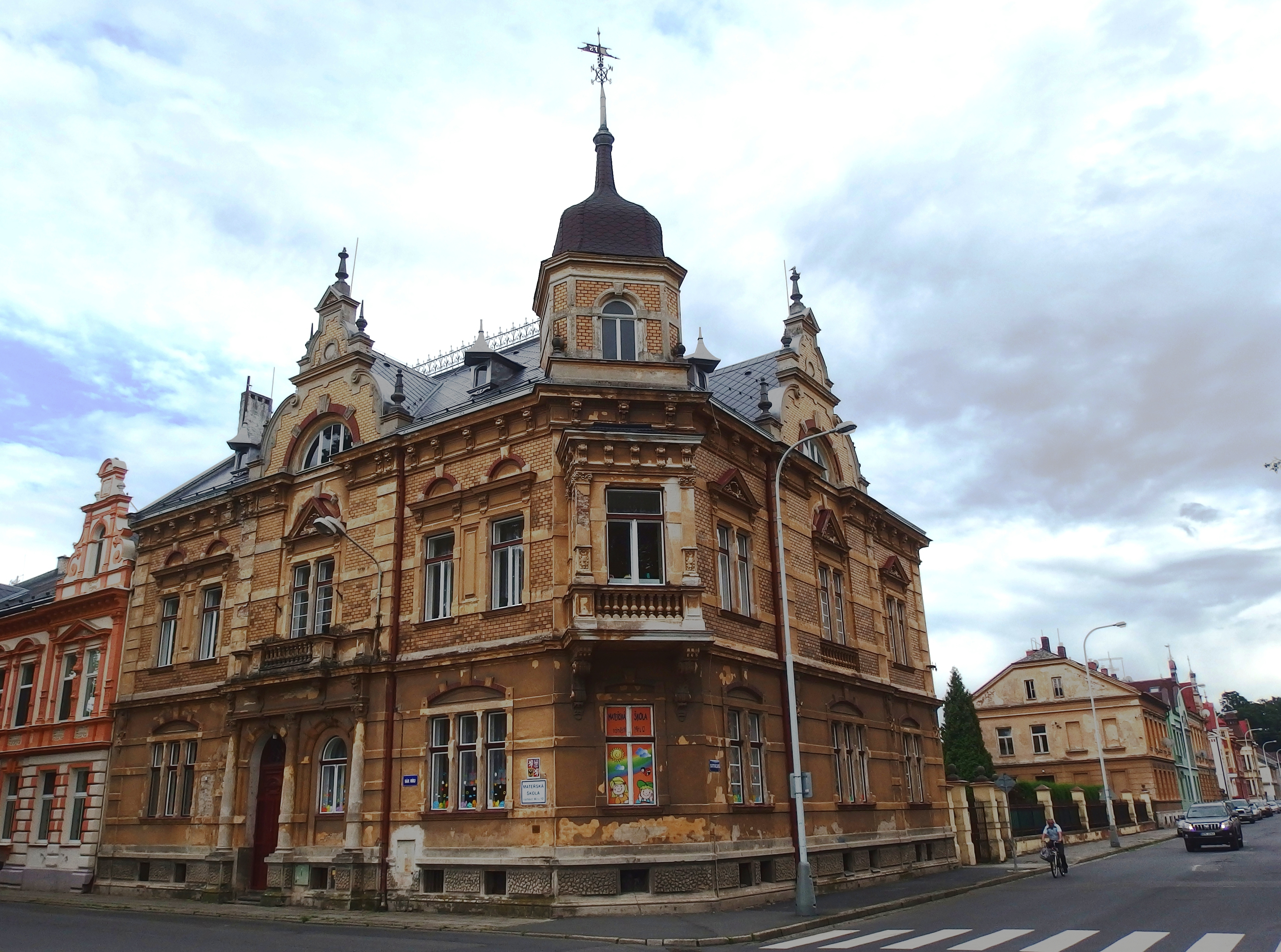
Krnov, nám. Míru 165/12, rodinná vila Schmidtů

Díky prosperující krnovské textilce (Florian Schmidt a syn, továrna na vlněné zboží, 1879-1948) byli Schmidtovi zámožná rodina, takže pro Floriana Schmidta juniora nebyl problém pořídit si auto podle svých představ. Rodina Schmidtů bydlela v nárožní třípatrové vile na dnešním náměstí Míru 165/12 (v současnosti mateřská školka), kde horní patro obýval jeho dědeček Florian Schmidt st. (17. ledna 1856-1938), prostřední jeho otec Florian Schmidt ml. a v přízemí bydlel on. Po svém otci Florian Karl Schmidt (10. dubna 1884-?) byl jmenován jako Florian Schmidt jun. Matkou mu byla Paula, rozená Mayr (1886-?). Po dosažení plnoletosti "zdědil" částečně péči o rodinný podnik, textilní továrnu v Krnově. Tu později rozšířil o odštěpný závod a další nemovitosti, jež odkoupil od společnosti Geiringer & Reitler v roce 1939. Florian Schmidt a syn, Továrna na vlněné zboží vznikla na přelomu 70. a 80. let 19. století. Základní budova z roku 1882 je dílem Ernsta Latzela, krnovského architekta a stavitele.

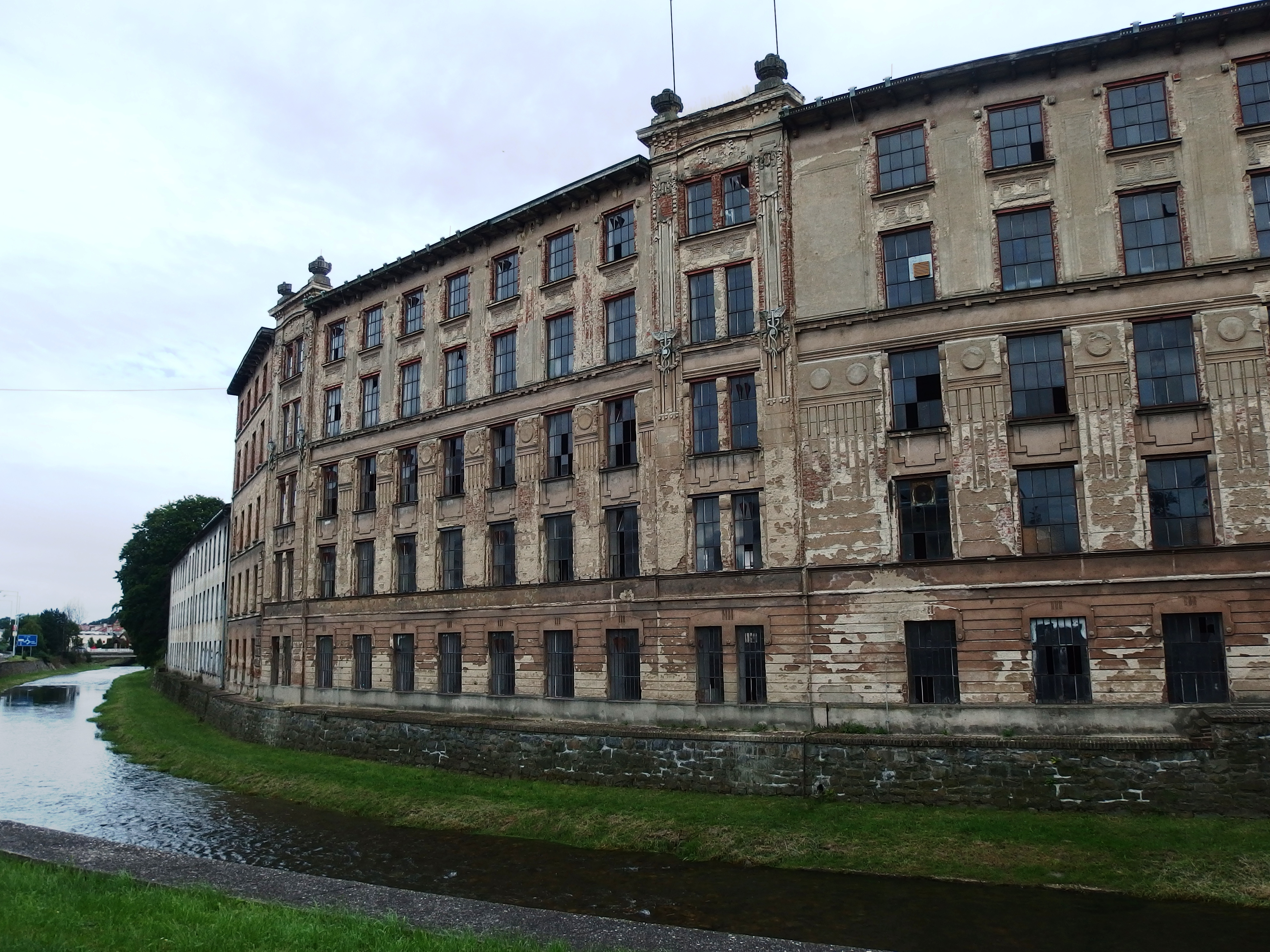
Krnov, továrna na vlněné zboží, Florian Schmidt a syn (2014)

Po mnichovské dohodě “sudetský” Krnov a okolí patřily do zabraného území Německem. V okrese Krnov žilo v roce 1941 63 125 obyvatel, z toho - po vysídlení českého obyvatelstva - 98,8 procent obyvatel bylo německé národnosti. Ti se v letech před válkou z velké části aktivně zapojili do separatistického protičeskoslovenského hnutí. On jako německy mluvící sudetský občan neměl příliš mnoho volby. V období nacismu se Florian Schmidt možná z přesvědčení, možná kvůli byznysu, stal členem Hitlerovy NSDAP. Stejně jako tisíce jeho krajanů, moravských Slezanů, tehdy s německým občanstvím, narukoval do Wehrmachtu. Z východní, ruské fronty se do Krnova vrátil jako zlomená troska. Po válce byl – stejně jako ostatní němečtí obyvatelé této oblasti – odsunut do Německa, odkud později přemístil do Rakouska, kde v roce 1946 získal rakouské občanství.
Po znárodnění připadla jeho továrna – jako další krnovské textilky - do národního podniku Karnola Krnov. Karnola ukončila výrobní činnost v roce 2003. Vlnařské závody Karnola v Krnově (nám. Míru č.p. 152/1) jsou v evidenci Národního památkového ústavu, avšak za památku prohlášeny nejsou, přestože soubor průmyslových staveb bývalé továrny Floriana Schmidta představuje jednu z nejlépe dochovaných krnovských vlnařských továren, výrazně formujících podobu města ve 2. polovině 19. a v průběhu 20. století. Bývalá elegantní továrna Floriana Schmidta v Krnově stojí dnes opuštěná a nevyužitá. Městští zastupitelé si mimořádné  architektonické kvality budovy i historický kontext uvědomují a hledají vhodné budoucí využití.

## Největší úspěchy
- Vítězství v kategorii závodních vozů do 1,5 l (Voiturette, Bugatti T37A) na Masarykově okruhu v Brně (1931)
- 2. místo v kategorii závodních vozů do 1,5 l (Voiturette, Bugatti T51A) na XII. ročníku ADAC Eifelrennen (1934)
- Vítězství v absolutním pořadí v závodě do vrchu Ecce Homo na Bugatti T51A (1937)
- 2. místa v absolutním pořadí v závodech do vrchu Ecce Homo (1930 Amilcar C6, 1933 Bugatti T 37A, 1936 Bugatti T51 A)

## Ocenění
- Zlatý odznak Sportovní komise Autoklubu Republiky Československé (1931)[9]
- Stříbrný odznak Sportovní komise Autoklubu Republiky Československé (1934)[10]

## Závodní kariéra
Stal se členem německého Moravsko-slezského automobilového klubu (MSAC, Mährisch-Schlesischer Automobil Club) v Brně.  V roce 1928 začal závodit pod pseudonymem 'Dimsch' se sportovním vozem Bugatti Type 40, který byl osazen 4válcovým 1,5litrovým motorem z typu Bugatti T37. Zřejmě jeho prvním startem byla účast v závodě do vrchu Brno-Soběšice 13. května 1928, kde startoval v kategorii sportovních vozů do 1500 cm³. Tuto třídu v rekordu kategorie 3:11,0 min vyhrál. S tímto vozem vyhrál 1. září 1928 Tatranský závod do vrchu na trati dlouhé 5,5 km, který uspořádal mezi Tatranskou Lomnicí a Starým Smokovcem jeho klub MSAC, nejenom kategorii sportovních automobilů do 1,5 l, ale byl nejrychlejší i v celkovém pořadí automobilů.
V roce 1929 si pořídil nový 1,1 litrový 6válcový přeplňovaný Amilcar C6. Hned roce 1929 se s ním zúčastnil mezinárodních závodů Zbraslav-Jíloviště (28. dubna). Na Zbraslavi to však nebyl úspěšný start, protože v závodních automobilech do 1100 cm³ “uvázl” na startu. Přihlásil se i na 6. ročník závodu do vrchu Brno-Soběšice, který se konal 23. června. Zde v závodních automobilech na svém Amilcaru zvítězil v kategorii do 1,1 l a současně vytvořil časem 2:38,7 min rekord kategorie. Toto byl poslední ročník, který se na soběšickém kopci jel, a Schmidtův čas je vlastně do dnešních dnů rekordem tratě v závodních automobilech do 1,1 l. Na podzim 15. září zvítězil na XVII. mezinárodním závodu do vrchu Semmering v závodních vozech do 1,1 l a o týden později 22. září s Amicarem zvítězil ve třídě do 1,1 l na závodu do vrchu Ecce Homo, který uspořádat jeho klub MSAC. V kategorii sportovních vozů do 1,1 l vytvořil i nový rekord tratě a celkově mezi těmito automobily obsadil 2. místo.
Sezonu roku 1930 opět zahájil na Zbraslavi. Tímto XIII. ročníkem zbraslavského závodu bylo zahájeno první Mistrovství Evropy v závodech automobilů do vrchu, které uspořádala AIACR (Association Internationale des Automobiles – Clubs Reconnus, předchůdce FIA). Schmidt vyhrál třídu závodních automobilů do 1,1 l v traťovém rekordu třídy 3:23,0 min, za což od pořadatelů (AKRČs) obdržel stříbrný pohár. Celkově zvítězil Hans Stuck, který svým časem (2:45,7 min) o desetinu překonal svůj čas z roku 1929, za což obdržel 20 000 Kč, a vytvořil tak nový traťový rekord. Z československých jezdců se dobře prosadil "Hýta" (Jiři Kristián Lobkowicz) v čase 3:04,3 min, vítěz závodních vozů do 2000 cm³ na Bugatti T35C (celkově na 7. místě) a Jindřich Knapp na Walter Super 6B v čase 3:05,6 min, třetí v závodních vozech do 5000 cm³ (a celkově 8.). Koncem léta si Schmidt vyzkoušel polský závod do vrchu Lysá Poľana-Morskie Oko. I tento závod, konaný 24. srpna, na trati dlouhé 7,5 km byl započítáván do seriálu závodů do vrchu evropského mistrovství. I zde celkově zvítězil v rekordu tratě "král vrchů" Hans Stuck. Florian Schmidt na Amilcaru vyhrál třídu sportovních vozů do 1,1 l. V celkovém, průběžném pořadí ME v závodech do vrchu po závodě v Tatrách byl Florian Schmidt ve sportovních vozech na 4.-5. místě s 5 body. Prvními mistry Evropy se stali ve sportovních vozech Rudolf Caracciola na Mercedes-Benz SSK, v závodních vozech Hans Stuck na Austro-Daimleru ADR 3.6. V 10. ročníku závodu na trati Ecce Homo ve Šternberku se 7. září pro vítězství vrátila kopřivnická Tatra. Při desátém ročníku si vítězství v kategorii závodních vozů vyjel Josef Veřmiřovský s Tatrou 52 (1910 cm³ s kompresorem) v čase 6:07,1 min. Jen o 1,8 vteřiny za ním zaostal F. Schmidt, vítěz ve sportovních automobilech do 1,1 l.
V roce 1931 startoval Schmidt zprvu se stárnoucím Amicalem a později také s novějším vozem Bugatti T 37A. Na Zbraslavi v závodě ME do vrchu (31. května) opět zvítězil ve sportovních automobilech do 1,1 l v rekordním čase 3:35,32 min (o rok dříve jel ještě rychleji, ale to bylo se závodním Amilcarem). Za svůj výkon obdržel I. cenu velké mramorové hodiny. Vzhledem k tomu, že v roce 1931 se tento závod jel naposledy, zůstává jeho rekord platit dodnes. Po roce se rovněž vrátil do Vysokých Tater na závod do vrchu Lysá Poľana-Morskie Oko. V závodě, který se konal 16. srpna opět zvítězil ve sportovních vozech do 1,1 l na Amilcaru v čase 6:30,57 min a dosáhl průměrné rychlosti 69,129 km/h. V kategorii sportovních vozů ho porazil pouze Rudolf Caracciola na Mercedes-Benz SSKL, avšak v celkovém pořadí skončil až na 10. místě, protože se mezi ně vměstnalo 8 závodních vozů. To byl jeho poslední závod s Amilcarem. 

Pořídil si nový sportovní vůz Bugatti Type 37A a poprvé se s ním postavil na start okruhového závodu. Bylo to na 2. Masarykově okruhu v Brně (okruh dlouhý 29,142 km se 60 levými a 68 pravými zatáčkami). Startoval 27. září 1931 za přítomnosti 150 000 diváků na čtyřválcovém Bugatti T37A v kategorii vozů tzv. malé skupiny do 1500 cm³ (Voiturette) na 15 kol (437,13 km). Florian Schmidt v tomto závodě zvítězil, což byl jeho dosavadně největší úspěch. Dosáhl času 4:58:13,05 h v průměrné rychlosti 99,68 km/h, zajel i nejrychlejší kolo za 16:46,27 min (104,256 km/h). Od pořadatelů získal peněžitou odměnu 15 000 Kč, stříbrnou plaketu a čestnou cenu místopředsedy pořadatelského klubu. Mimo to dostal i 5000 Kč od fy. Petrolea a za nejrychlejší kolo dalších 5000 Kč od fy. Tomáše Bati. Brňan Bruno Sojka obsadil v konečném pořadí 3. místo, rovněž na Bugatti T37A, kterou "zdědil" po dr. Otakaru Bittmannovi. Za svoje výkony za rok 1931 obdržel Schmidt zlatý odznak Sportovní komise AKRČs. Spolu s ním byl z automobilistů vyznamenám i Jiří Kristián Lobkowicz.

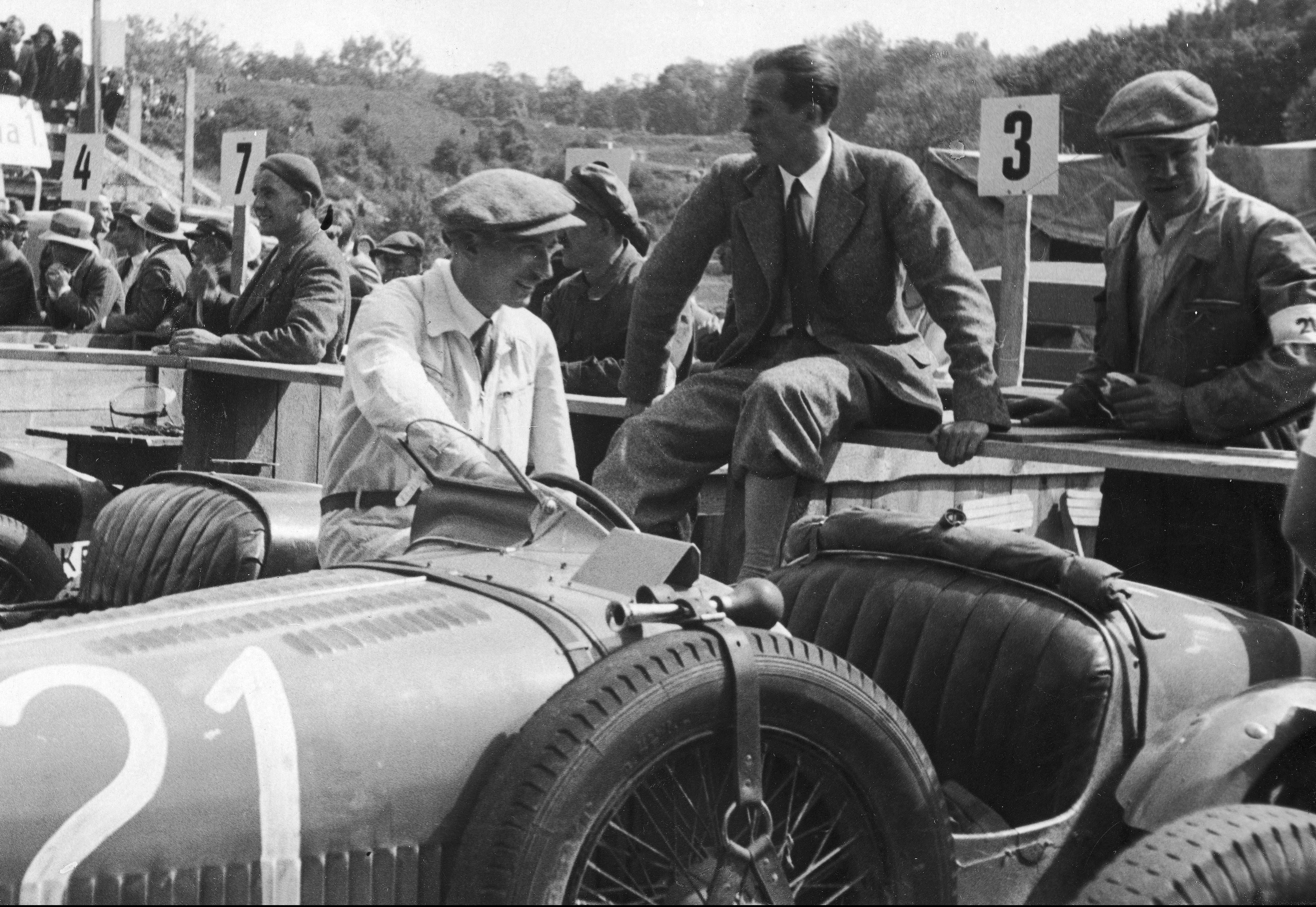
Bruno Sojka a Florian Schmidt před Grand Prix města Lvova (1932). Sojka v kombinéze připravuje Schmidtův vůz zatímco Schmidt sedící na zábradlí je ještě v obleku.

Od roku 1932 se Schmidt spojil s Brunem Sojkou, se kterým ho spojovalo nejenom vlastnictví stejného vozu. Florian Schmidt čelil úpěnlivému naléhání příbuzných, ať zanechá závodění a stará se jen o prosperitu textilky. Kvůli pracovním závazkům Schmidt omezil své řízení na velmi málo závodů, zatímco Sojka dřel v dílnách, aby z ojetin poskládal závodní auto. Od roku 1932 byli soupeři, kolegové i kamarádi. Sezónu Schmidt zahájil 29. května 1932 na Nürburgringu v VI. ročníku ADAC Eifelrennen (Voiturette), avšak nedojel do cíle pro prasklé olejové potrubí. Po startu se pozdější vítěz Švýcar Henry Täuber s bíločervenou Alfou Romeo 6C 1500 okamžitě ujal vedení, následován Maďarem Hartmannem a Čechoslovákem Schmidtem. Poté, ještě před polovinou závodu, však musel Schmidt odstoupit s prasklým potrubím. O tři týdny později 18. června 1932 se chtěl zúčastnit Velké ceny města Lvova (66 kol/200,7 km), kterou uspořádal Malopolski Klub Automobilowy (tehdy Lvov patřil Polsku). K závodu byli přihlášeni i Heinrich-Joachim von Morgen a Jiří Kristián Lobkowicz. Oba však krátce před tímto závodem zahynuli. Von Morgen při tréninku na závody Eifelrennen 27. května a Lobkowicz na Avusu 22. května. Protože si Schmidt přivezl do Lvova sportovní verzi Bugatti T 37A startoval pouze v doprovodném závodě sportovních vozů na 33 kol/100,4 km (st. č. 21). Sojkův mecenáš Florian Schmidt v tomto závodě zvítězil za 1:18:38 h v průměrné rychlosti 76,58 km/h. Oba závody měly v podstatě společný start, sportovní vozy stály 50 m za první skupinou a vyrazily na trať 30 vteřin po první skupině. V celkovém pořadí této Grand Prix obsadil Sojka (st. č. 3) celkově 6. místo a v kategorii do 1,5 l pak 4. místo. Celkovým vítězem závodu se stal Rudolf Caracciola na voze Alfa Romeo 8C Monza. Schmidt byl přihlášen s Bugatti T 37A i na III. ročník Masarykova okruhu (4. září), ale tam nestartoval. V závodu do 1,5 l (Voiturette) byl ale úspěšný Bruno Sojka na T 37A, který obsadil 3. místo. V této kategorii byl klasifikován na 6. místě Adolf Szczyzycki na Wikovu 7/28. Bylo to poprvé co v historii brněnského závodu byl klasifikován československý jezdec na československém automobilu.

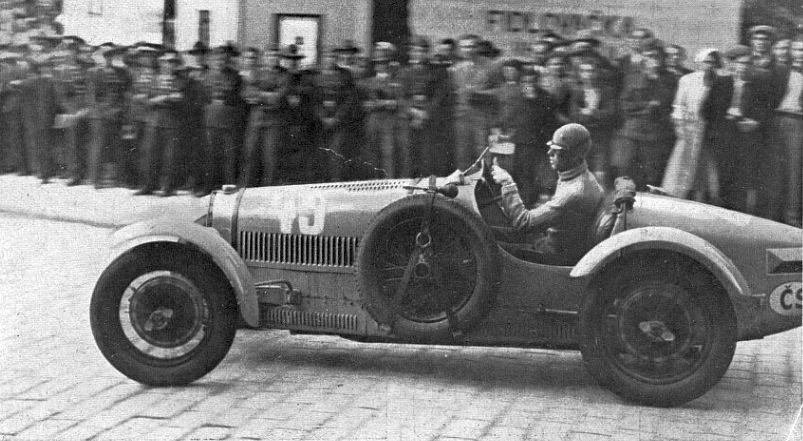
Florian Schmidt, Bugatti T 37A (Hradec Králové 1933)

V roce 1933 Schmidt startoval na I. Okruhu Hradcem Králové 6. července 1933. Trať vedoucí městem, často uličkami, kde se nedalo předjíždět, se však příliš neosvědčila, a proto k opakování závodu v dalších letech již nedošlo. Na straně druhé příjem z dávky ze zábav vynesl městu 28 000 Kč a mnohým živnostem a zaměstnancům slušný výsledek, což znamenalo, že účel závodu „přinesl své ovoce“. Florian Schmidt startoval v třídě sportovních vozů (20 kol/35,4 km) a zvítězil nejenom v třídě do 1500 cm³, ale v celkovém pořadí sportovních vozů. Druhým jeho startem byl závod do vrchu Ecce Homo (10. září). Na Ecce Homo v čase 5:49,2 min vyhrál skupinu sportovních vozů a v celkovém pořadí obsadil o 2,2 vteřiny 2. místo za Zdeňkem Pohlem. V Brně (17. září) toho roku Schmidt nestartoval, ale výjimečného úspěchu dosáhl na Masarykově okruhu jeho svěřenec Bruno Sojka. Ten ve 4. ročníku závodu na Masarykově okruhu v Brně skončil na 2. místě v kategorii Voiturettes na voze Bugatti T37A (st. č. 54) za Němcem Burggallerem na Bugatti T51A. Posledním Schmidtovým závodem v roce 1933 byla vítězná účast na 5. ročníku Ostravského okruhu. Závod se konal 24. září a oproti dřívějším ročníkům to bylo na zkráceném okruhu asi 2 km dlouhém v Bělském lese, který jely automobily 5x (místo plánovaných 20 kol). Podnik, jinak velmi zajímavý a navštívený snad 30 000 diváky, utrpěl na propagačním zdaru několika nehodami, jež přinesly zúčastněným jezdcům a divákům vážné škody na zdraví a kvůli nim byl závod automobilů zkrácen. V automobilech do 1,5 l zdvihového objemu válců vyhrál Schmidt na Bugatti v čase 6:58,6 min, což byl i nejlepší čas dne v automobilech celkově.

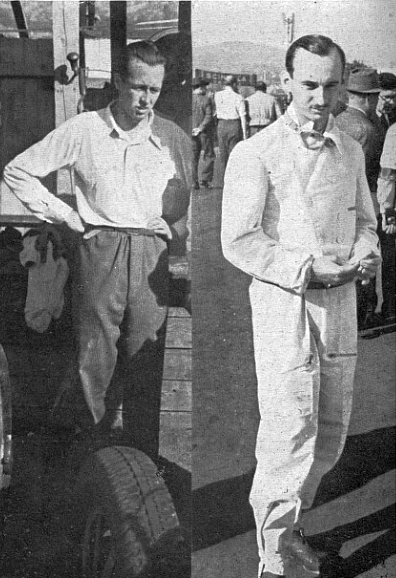
Schmidt a Sojka, Brno 1934 (Světozor, č. 40, s. 12)

V roce 1934 si pořídil zánovní vůz Bugatti T 51A. Zakoupil jej přímo z továrny v Molsheimu, byl to 1,5litrový řadový osmiválec s 16 ventily, s kompresorem a s dvojitou vačkou (1493 cm³). Dříve s tímto vozem závodil Pierre Veyron a ještě v květnu 1934 s tímto vozem zvítězil na Avusu. Florian Schmidt se zánovním vozem obsadil v červnu 1934 2. místo na VIII. ADAC Eifelrennen v průměrné rychlosti 104,7 km/h (12 kol/273,72 km), mj. porazil v tomto závodě Ernsta Günthera Burggallera na stejném typu (3.) i Bruna Sojku, který skončil na 5. místě. Potom tento vůz zapůjčil Bruno Sojkovi, který s ním v srpnu dojel na 4. místě na I. Prix de Berne (okruh Bremgarten-Bern) pro závodní vozy do 1,5 l, ale o rok později na tomto závodě Sojka nedojel. Velká horská cena Německa se konala 12. července na trati 12 km dlouhé na vrch Schauinsland u Freiburgu. V třídě závodních vozů zvítězil H. Stuck (Auto Union Type A) za 8:06,6 min v průměrné rychlosti 88,780 km/h, což byl nejlepší čas dne a nový traťový rekord, druhé místo obsadil Caracciola (Mercedes Benz). Československý závodník Florian Schmidt (Bugatti) byl druhým ve sportovních vozech do 1,5 l za Ernstem Burggalerem. Na závodě na Masarykově okruhu Sojka spolu se Schmidtem skončili ve skupině Voiturette na Sojkově "předplaceném" 3. místě. Hned v 1. kole sice Sojka na T37A odpadl, ale v 9. kole (po polovině závodu) vystřídal Schmidta na jeho T51A, a do cíle dojel na 3. místě. Získali stříbrnou plaketu pořádajícího ČAMS (Československý autoklub pro Moravu a Slezsko) a peněžitou cenu 5 000 Kč. Sojka se Schmidtem získali také Cenu Elišky Junkové za nejlepší výkon čsl. jezdců a cenu fy Baťa pro domácí jezdce na pneu Baťa 15 000 Kč. V závodě kategorie Voiturette zvítězil způsobem start – cíl pozdější první mistr světa formule 1 Guiseppe Farina na Maserati. V následujících letech se na tomto modelu Bugatti v závodech oba střídali, avšak častěji s ním až do roku 1938 jezdil Bruno Sojka. Za svoje sportovní úspěchy v roce 1934 obdržel Schmidt stříbrný odznak Sportovní komise AKRČs a jeho kamarád Bruno Sojka dokonce zlatý odznak. Předání odznaků bylo provedeno u příležitosti oslavy vítězů, konané v sobotu 15. prosince v klubovním domě Autoklubu RČs.
V roce 1935 se Schmidtovi až tak nedařilo. V podstatě jediný úspěch zaznamenal 28. dubna na pražském závodu do vrchu Jenerálka, kde v závodních automobilech do 1,5 l vyhrál před ing. Václavem Vaníčkem a ing. Weinfurterem (všichni na Bugatti). Na belgické Velké ceně hranic (X. Grand Prix des Frontieres, 9. června) nedojel do cíle. Pak byl přihlášen na závody Eifelrennen (IX. ADAC Eifelrennen Voiturette, 16. června) a na Masarykův okruh (VI. ročník Voiturette, 29. září), ale těchto závodů se již nezúčastnil. Zajímavé je, že všech těchto tří závodů se zúčastnil Bruno Sojka na Bugatti T 51A, zatímco Florian Schmidt jel a nebo byl přihlášen s vozem Bugatti T 37A. Kvůli pracovním závazkům Schmidt omezil své závodění na velmi málo podniků. Účastnil se už jen několika závodů do vrchu, "nedaleko" Krnova - v polském Ojcówě a ve Šternberku.
Roku 1936 se po dvouleté přestávce konaly závody na Ecce Homo za velmi pěkného počasí a přihlásil se neobyčejně velký počet startujících - 107. Nejlepšího času dne dosáhl Zdeněk Pohl na voze Bugatti 5:07,8 a tímto časem vymazal starý rekord Hanse Stucka z roku 1929. Na 2. místě skončil Florian Schmidt (5:11,7 min) před Brunem Sojkou. Všichni jeli na Bugatti v kategorii závodních vozů.
Na mezinárodních automobilových závodech do vrchu u Ojcówa (severně od Krakova) v Polsku českoslovenští závodníci Schmidt z Krnova a Sojka z Brna dosáhli 20. června 1937 dvou pozoruhodných vítězství. Oba závodníci jeli na vozech Bugatti a s převahou vyhráli své kategorie. Schmidt vyhrál třídu sportovních vozů na T51A a Sojka na T37A pak kategorii závodních vozů a také v absolutním pořadí v nejlepším čase dne. Ujel trat dlouhou 3,5 km, která má značné stoupání, za 2:52 min. O rok později Sojka svoje vítězství v Ojcówě zopakoval. Svoji úspěšnou závodní kariéru Florian Schmidt uzavřel 5. září 1937, když zvítězil v absolutním pořadí na 14. ročníku závodu do vrchu Ecce Homo. Toho roku se ve Šternberku sešla početná konkurence (82 startujících). Schmidt na Bugatti T51A zvítězil v čase 5:14,70 min před E. Laufkou na Z 14 komp. a B. Sojkou na Bugatti T 37A. Na dlouho posledním hrdinou jezdeckého víkendu na trati Ecce Homo se ve Šternberku tedy stal československý Němec Florian Schmidt z Krnova. Skutečně poslední závod měl absolvovat na 7. ročníku Velké ceny Brna (Voiturette) 26. září 1937. Byl přihlášen s Bugatti T 51A, ale na startu se neobjevil.

## Galerie

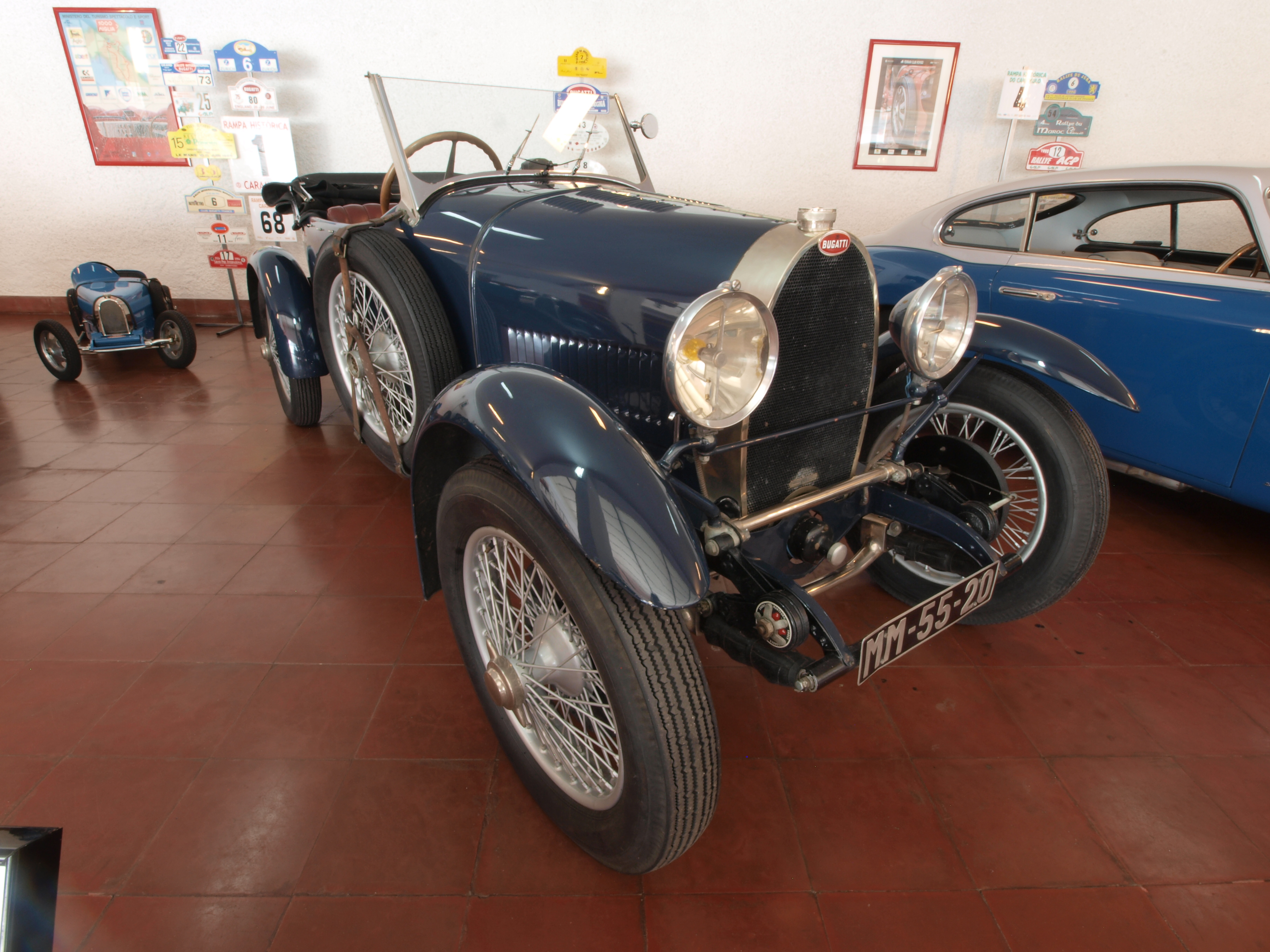
Bugatti Type 40 (1926) v Museu do Caramulo Portugalsko 2011
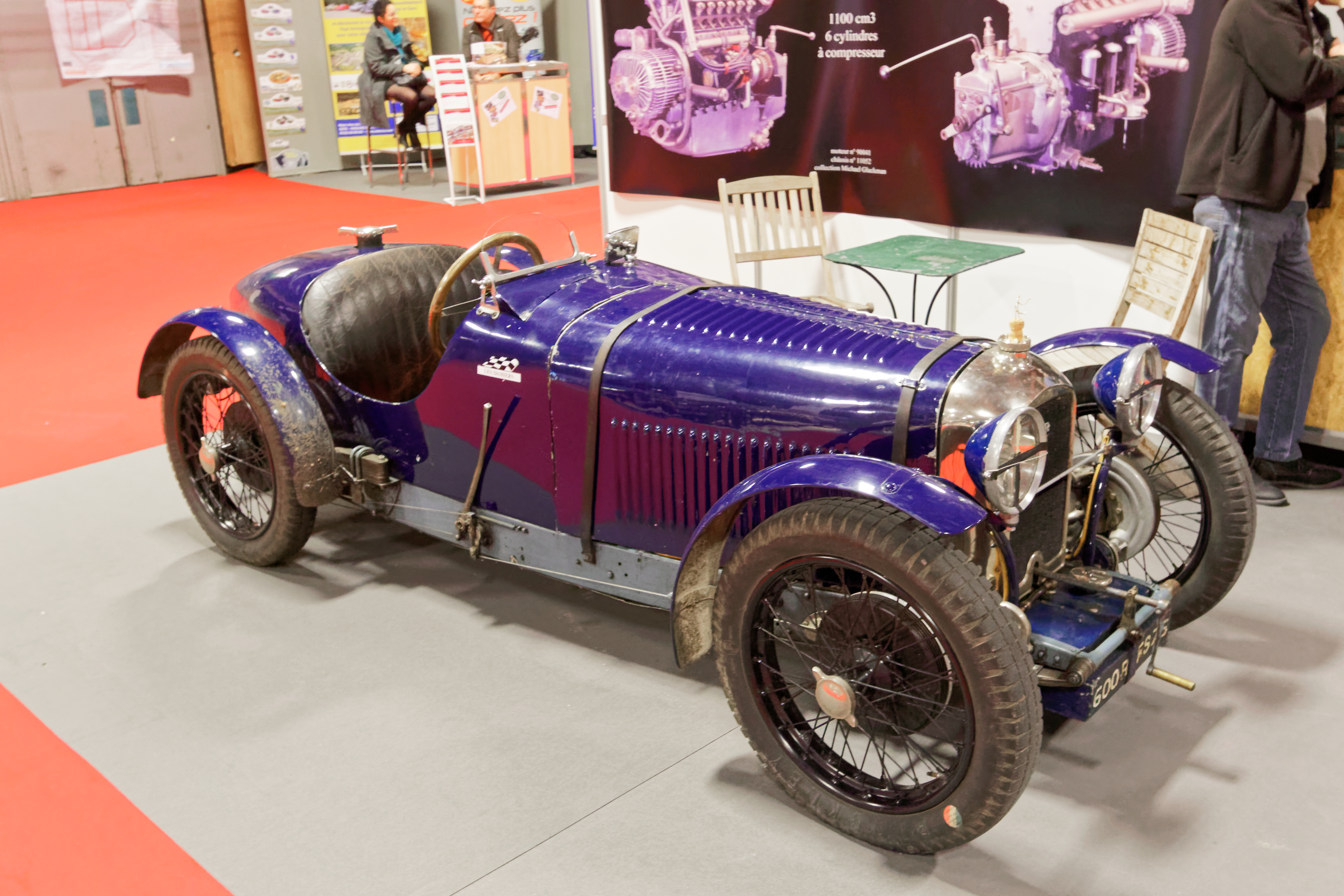
Amilcar C6 (1927) na Rétromobile v Paříži 2017
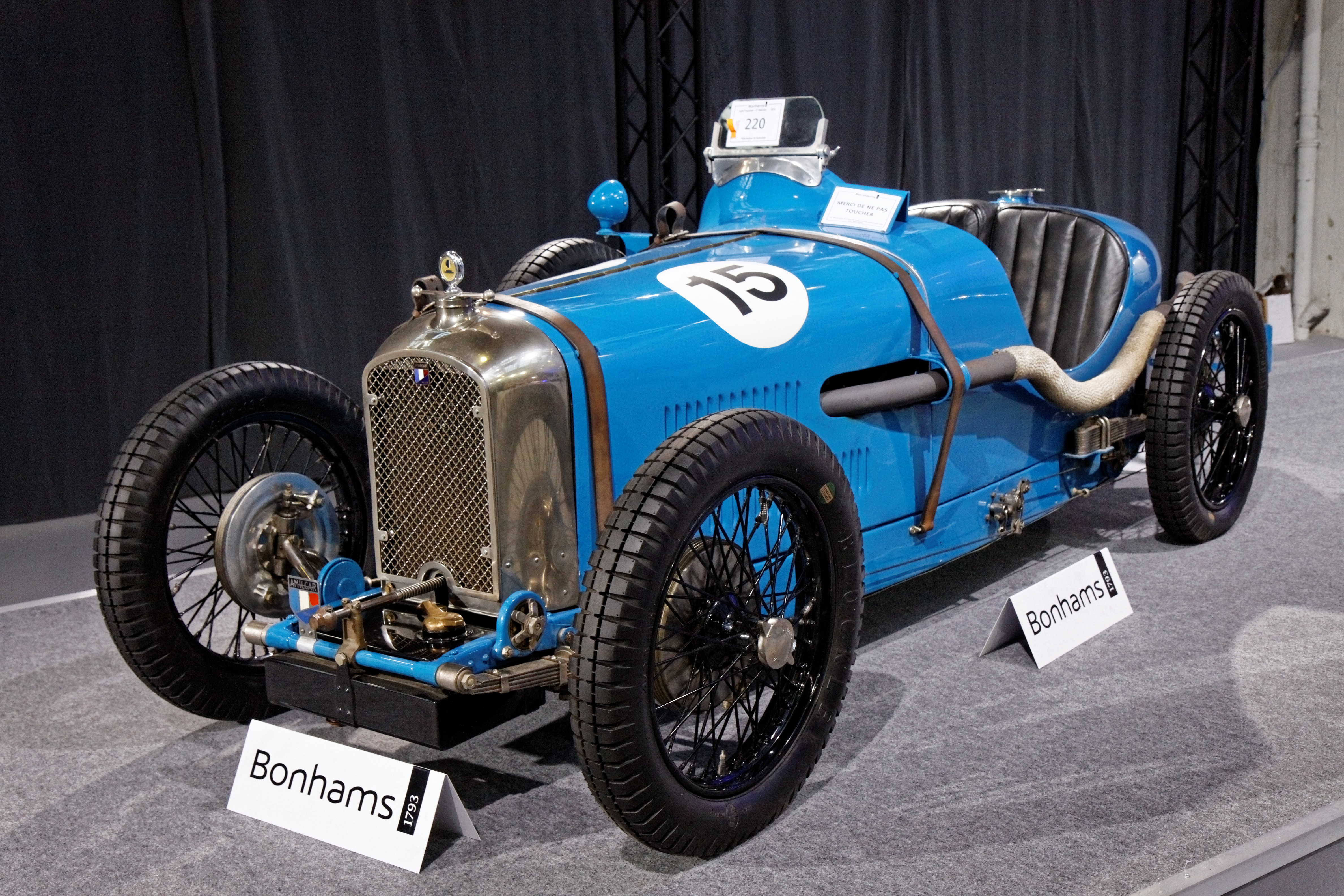
Amilcar C6 Voiturette (1928 ) na prodejní akci Bonhams 2012
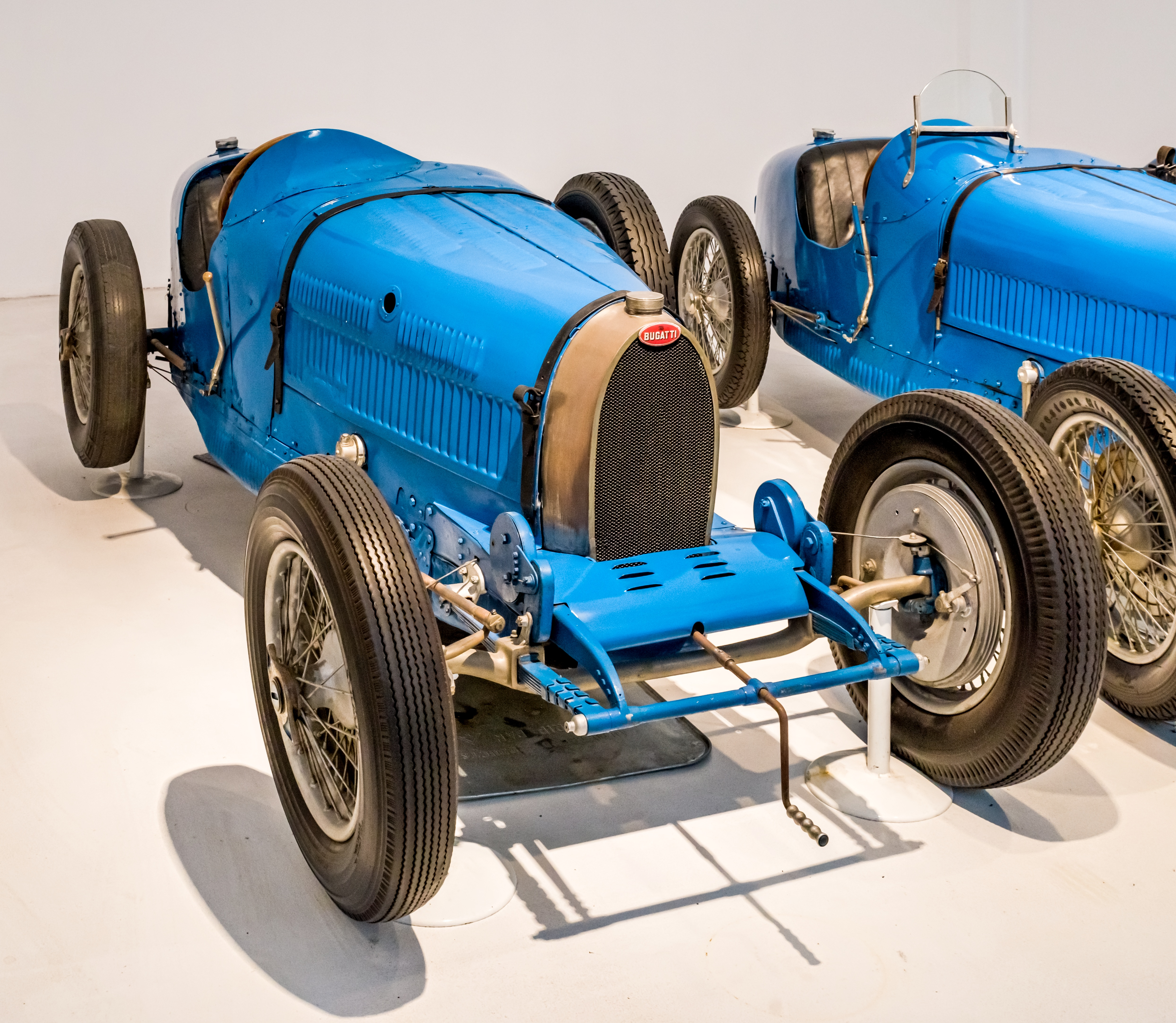
Bugatti Type 37 (1928) na Cité de l’Automobile – Musée National – Collection Schlumpf v Mulhouse 2018
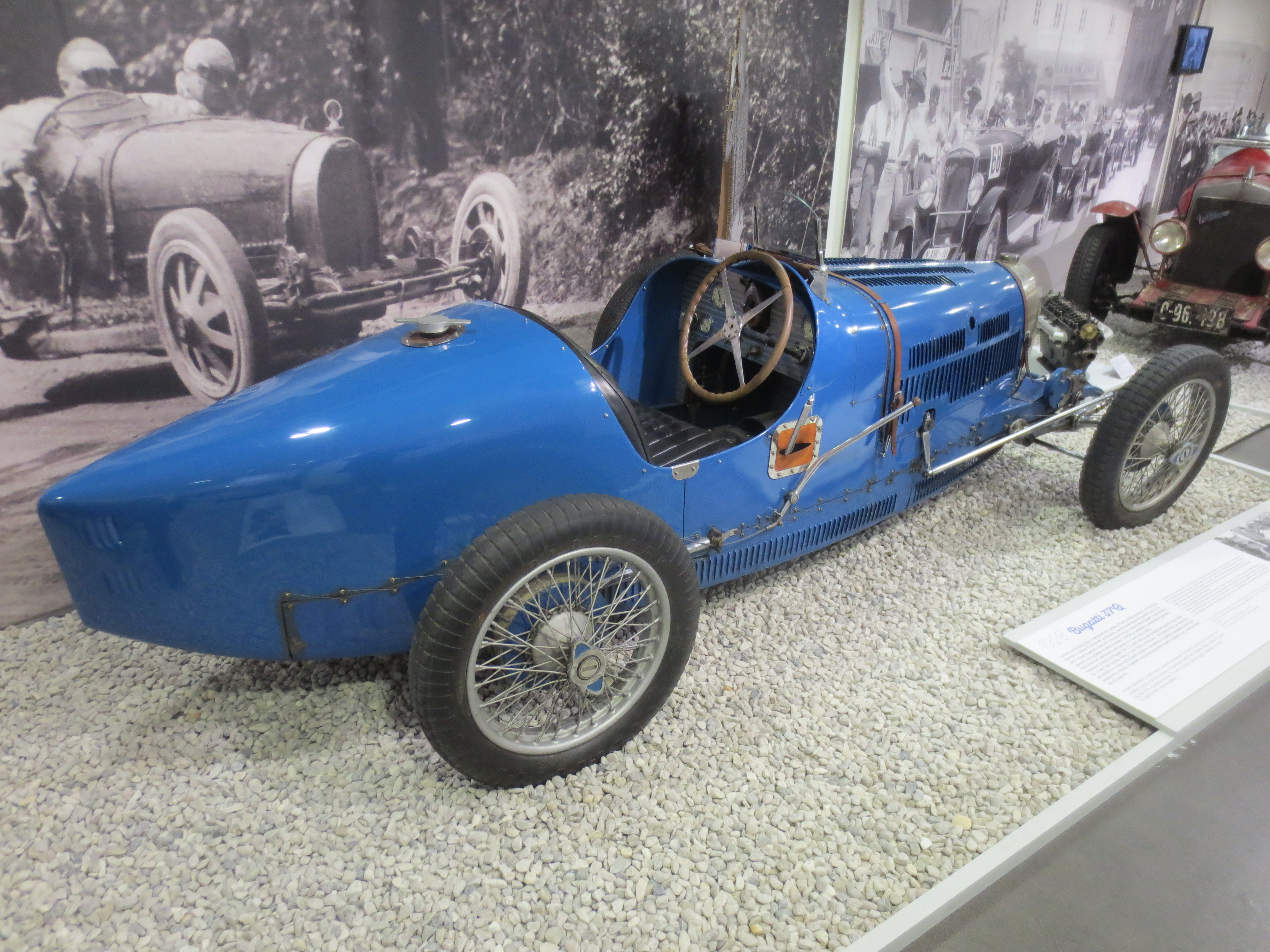
Bugatti Type 37A na výstavě Vavříny s vůní benzínu v Národním technickém muzeu v Praze 2021
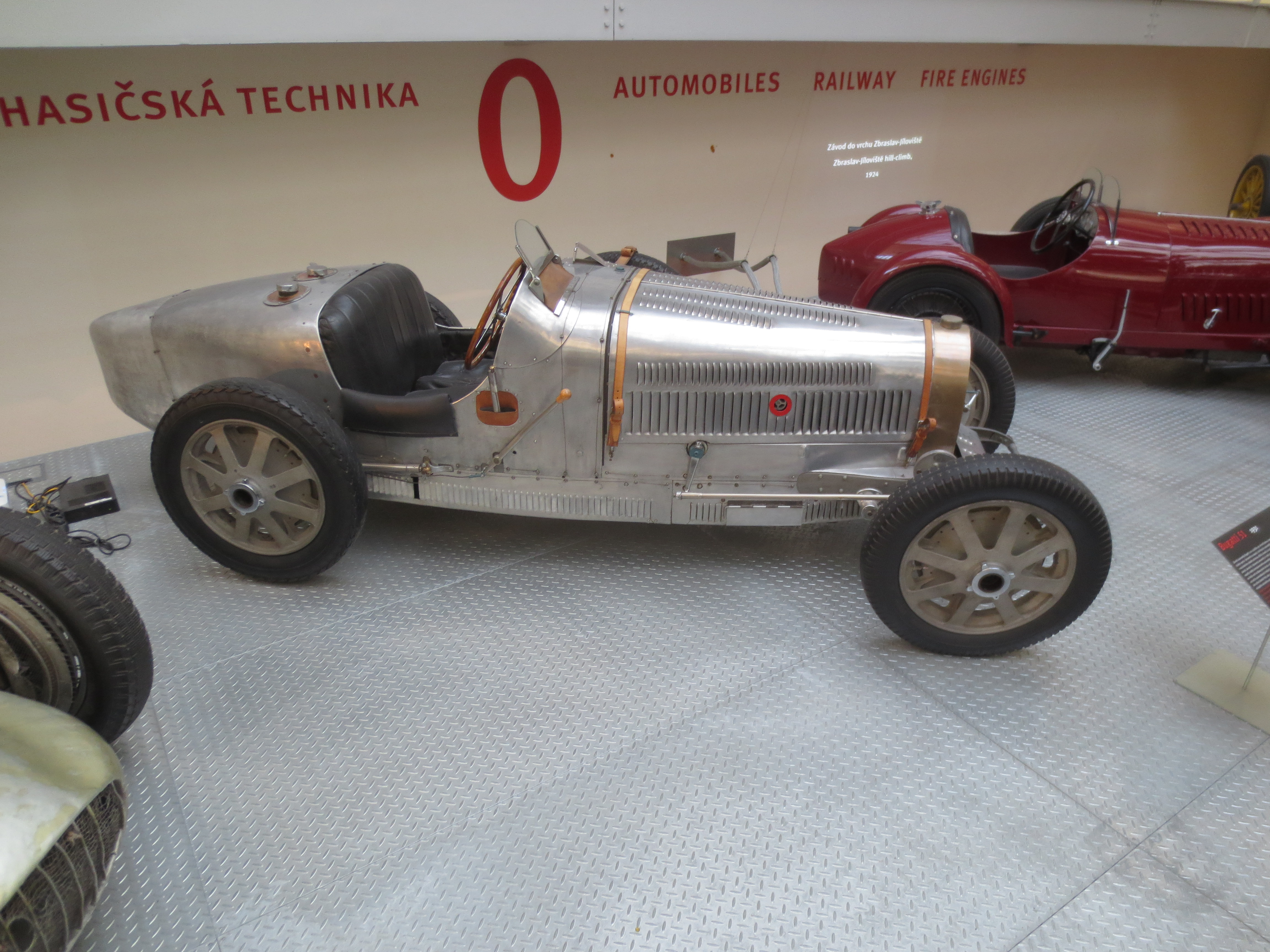
Bugatti Type 51 (1931) v Národním technickém muzeu 2018
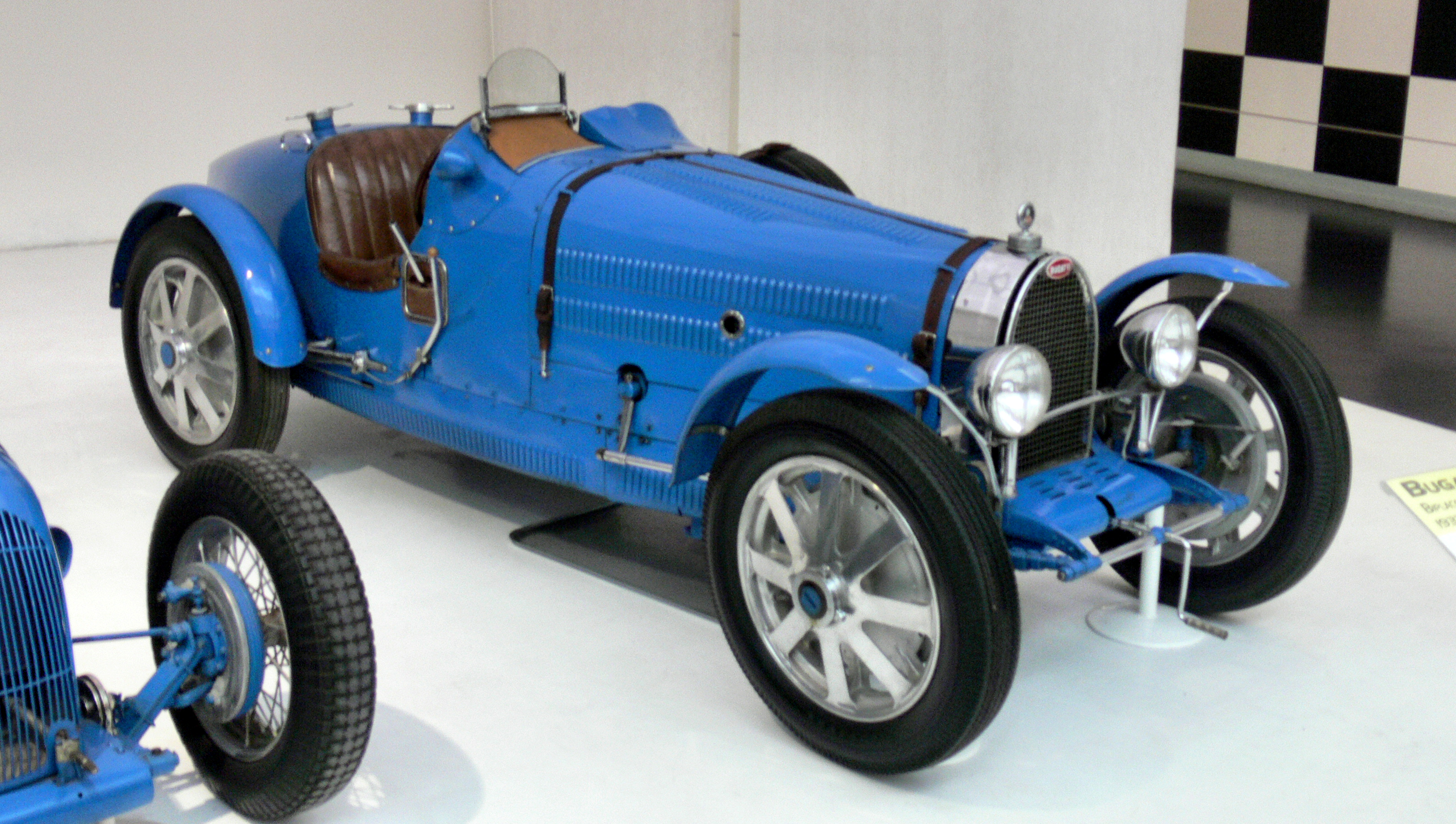
Bugatti Type 51A (1931) v Musée National de l'Automobile v Mulhouse 2008